# Great Performances
Great Performances est une série télévisée de spectacle vivant américaine diffusée sur PBS depuis 41 saisons (date de la première diffusion, le 4 novembre 1972), ce qui en fait l'un des programmes les plus anciens à la télévision américaine. Cette série présente des concerts, des ballets, des opéras, des pièces de théâtre ou d'autres spectacles vivants.

## Distribution
Cette série a été présentée par Walter Cronkite de 1988 à 2009, Julie Andrews depuis 2009. Parmi les invités récurrents, on y trouve notamment Whoopi Goldberg.

## Récompenses
Cette série a obtenu de multiples récompenses, parmi lesquelles : 
- 29 Primetime Emmy Awards,
- 2 BAFTA Awards,
- 1 Eddie Award,
- 1 CableACE Awards,
- 1 Casting Society of America Awards,
- 3 Directors Guild of America Awards,
- 2 Prix Gemini,
- 4 Prix Génie,
- 1 Grammy Award,
- 1 Image Awards,
- 1 International Emmy Award,
- 1 Peabody Awards,
- 1 Prix Italia,
- 1 Royal Television Society Awards,
- 1 Writers Guild of America Awards.

Elle a également été primée au Festival international du film de São Paulo et au Festival international du film de Toronto.